# Mitsuo Kato
Mitsuo Kato (加藤 光雄, Kato Mitsuo, 22 januari 1953) is een Japans voormalig voetballer die als middenvelder speelde.

## Clubcarrière
In 1972 ging Kato naar de Kwansei Gakuin University, waar hij in het schoolteam voetbalde. Nadat hij in 1976 afstudeerde, ging Kato spelen voor Mitsubishi Motors. Met deze club werd hij in 1978 en 1982 kampioen van Japan. Kato veroverde er in 1978 en 1981 de JSL Cup en in 1978 en 1980 de Beker van de keizer. In 8 jaar speelde hij er 61 competitiewedstrijden en scoorde 7 goals. Kato beëindigde zijn spelersloopbaan in 1983.

## Japans voetbalelftal
Mitsuo Kato debuteerde in 1979 in het Japans nationaal elftal en speelde 1 interland.

## Statistieken
| Japans voetbalelftal | Japans voetbalelftal | Japans voetbalelftal |
| Jaar                 | Wed.                 | Dlp.                 |
| -------------------- | -------------------- | -------------------- |
| 1979                 | 1                    | 0                    |
| Totaal               | 1                    | 0                    |